# ذي اسكيبستس
ذي اسكيبستس (بالإنجليزية: The Escapists)‏ هي لعبة فيديو من نوع ألغاز صدرت في 2 يونيو 2015 ونشرها شركة تيم17 البريطانية، وهي متوفرة على أجهزة ويندوز وإكس بوكس ون وبلاي ستيشن 4.

## طريقة اللعب
تقوم شخصية البطل السجين بالبحث عن أي طرق للهروب من السجن الكبير وتجنب وقوع مشكلة مع السجناء المجرمين وحراس السجن، بالإضافة إلى إلزامهم بتناول الطعام وتدريب الصالات والاستحمام وطوابير السجناء أمام حراس السجن.
| استقبال |                    |
| --- | ------------------ |
| مجموع النقاط المجموع نقاط ميتاكريتيك (PC) 73/100 70/100 [ 7 ] نتائج المراجعة نشرة نقاط غيم إنفورمر 6/10 غيم سبوت 8/10 آي جي إن 7.6/10 مجلة إكس بوكس الرسمية (الولايات المتحدة) 7/10 X-One 7/10 |                    |
| مجموع النقاط |                    |
| المجموع | نقاط               |
| ميتاكريتيك | (PC) 73/100 70/100 |
| نتائج المراجعة |                    |
| نشرة | نقاط               |
| غيم إنفورمر | 6/10               |
| غيم سبوت | 8/10               |
| آي جي إن | 7.6/10             |
| مجلة إكس بوكس الرسمية (الولايات المتحدة) | 7/10               |
| X-One | 7/10               |

## روابط خارجية
- الموقع الرسمي